# 316 до н. е.

## Події
- Шу (царство) перетворене на васала.
- Повінь у Родосі

## Народились
- Аркесілай — давньогрецький філософ.

## Померли
- Євмен — діадох.
- Піфон — діадох.